# Monte San Giusto
Monte San Giusto település Olaszországban, Marche régióban, Macerata megyében. Lakosainak száma 7466 fő (2023. január 1.). Monte San Giusto Monte San Pietrangeli, Montegranaro, Corridonia és Morrovalle községekkel határos.

## Népesség
A település lakossága az elmúlt években az alábbi módon változott:
| Lakosok száma | 7995 | 7984 | 7466 |
|               | 2017 | 2018 | 2023 |